# 庞姓
龐姓為漢姓之一，在《百家姓》中排名第120位。

## 起源
庞姓来源有四：
1. 出自姬姓，为毕公高之后。据《通志·氏族略》及《千家姓查源》等所载，周文王之子毕公高之后，其支庶封于庞，后世子孙以邑为氏。《通志·氏族略》记载：“庞氏，姬姓。周文王子毕公高之后，其支庶封于庞（今河南南阳），因以为氏”。该支庞氏以封邑为氏，世代相传至今，尊奉毕公高为得姓始祖。史称是目前最具考证价值的庞氏正宗。
2. 出自高阳氏，是黄帝之孙颛顼的后代。据《百家姓注》所载，颛顼八子之一庞降，后世子孙以祖上的名为姓。
3. 襄阳庞姓，相传其家富盛，好为高屋，乡党荣之，曰庞高屋，后遂以庞为姓。
4. 出自他族或他族改姓。据《汉书·王莽传》所载，西汉西羌人中有庞恬；清满洲人姓，世居盖州；又，清满洲八旗姓庞佳氏后改为庞姓；今满、土家、瑶、蒙古等民族均有此姓。

## 文学人物
- 龐斑，黄易武侠小说《覆雨翻云》人物, 绰号「魔师」。

## 延伸阅读
[在维基数据编辑]
 《百家姓》
 《欽定古今圖書集成·明倫彙編·氏族典·龐姓部》，出自陈梦雷《古今圖書集成》